# Resaca de los Cuates (Fluss)
Der Resaca de los Cuates ist ein Fluss im Cameron County im US-Bundesstaat Texas in den Vereinigten Staaten. Er entspringt 4,8 Kilometer südöstlich von San Benito beziehungsweise 3,2 Kilometer westlich von Russelltown. Er fließt in nordöstliche Richtung, wo er nordöstlich des Port Isabel-Cameron County Airport in die Laguna Madre mündet. Die Länge des stark gewundenen Flusses beträgt fast 100 Kilometer (62 Meilen).
Der Resaca de los Cuates durchfließt größtenteils flaches Gelände mit Lehmboden beziehungsweise sandigem Lehm. Die sich einreihende Vegetation am Fluss besteht hauptsächlich aus Kakteen und Buschland. Zum Ende seines Laufs durchquert der Fluss Bayview.
Der Name Resaca de los Cuates (Cuates, spanisch für „Zwillinge“ oder „Gute Freunde“) stammt daher, dass der Fluss sich früher in zwei Läufe aufteilte.